# 十人十色十俺
『十人十色十俺』（じゅうにんといろとおれ）は、キムヒの1stシングル。2023年2月14日にPresent Labelから発売された。

## 概要
ORβIT・HEECHOが「キムヒ」名義で発売する初のソロシングルである。タイトルの「十人十色十俺」には「10人いれば10通りの考えと人生があるように、自身の中にもいろいろな考えや一面がある」という意味が込められている。「キムヒ」名義ではこれまでORβITやBUGVELの楽曲などで作詞やプロデュースを行っており、今作でも収録曲2曲の作詞を自ら行っている。

## 収録曲
| #  | タイトル                   | 作詞   | 作曲                                              | 編曲                   | 時間 |
| -- | -------------------------- | ------ | ------------------------------------------------- | ---------------------- | ---- |
| 1. | 「分からなくもないけどさ」 | キムヒ | Moon Kim、Joohyoung Lee (MonoTree)、Jonas Mengler | Jonas Mengler          | 3:19 |
| 2. | 「吐霧」                   | キムヒ | Moon Kim、STAINBOYS、Ji Eun Park                  | STAINBOYS、Ji Eun Park | 3:29 |

### 公式
- Present Label『十人十色十俺』CD情報
- キムヒ公式Instagram